# 渡市镇
渡市镇，是中华人民共和国四川省达州市达川区下辖的一个乡镇级行政单位。2019年12月，撤销木头乡，将其所属行政区域划归渡市镇管辖。

## 行政区划
渡市镇下辖以下地区：
街道社区、邹家营村、白腊坪村、龙镇村、民兴村、乐家坝村、金盘村、低基坪村、南岩村、高均坪村、西兴村和水口村。